# Drozdov (Olomouc)
Drozdov (in tedesco Drossenau) è un comune della Repubblica Ceca facente parte del distretto di Šumperk, nella regione di Olomouc.